# Milutin Aleksić
Milutin Aleksić (in serbo Милутин Алексић?; Belgrado, 28 aprile 1982) è un ex cestista serbo.